# جيراردو غارسيا
جيراردو غارسيا (بالإسبانية: Gerardo García León)‏ (7 ديسمبر 1974 إشبيلية إسبانيا - ) هو لاعب كرة قدم إسباني يلعب كمدافع.

## روابط خارجية
- جيراردو غارسيا على موقع الاتحاد الدولي (مؤرشف)  (الإنجليزية)
- جيراردو غارسيا على موقع قاعدة بيانات كرة القدم.إي يو (الإنجليزية)
- جيراردو غارسيا على موقع Soccerway.com (الإنجليزية)
- جيراردو غارسيا على موقع عالم كرة القدم.نت (الإنجليزية)